# Birkhahn (Berg)
Der Birkhahn ist ein 604,5 m ü. NN hoher Berg in Kreuztal (Kreis Siegen-Wittgenstein). Der Berg ist die höchste Erhebung des Stadtteils Ferndorf, welcher bis 1969 Zentrum des 13 Gemeinden verwaltenden Amtes Ferndorf war. Der Gipfel befindet sich zwischen Kindelsberg und Martinshardt, auf ihm befindet sich der trigonometrische Punkt Nr. 5014.

## Trivia
Laut einer Legende soll der Birkhahn ursprünglich eine Höhe von 702 Metern aufgewiesen haben. Angeblich wurde das in ihm befindliche Bergwerk und damit auch der Berg durch neidische Müsener und die Bewohner des Ortes Littfeld, welche im Schatten des Birkhahns leben mussten, gesprengt.